# ヒゲぴよ
『ヒゲぴよ』は、伊藤理佐による日本の4コマ漫画作品。『コーラス』（集英社）にて2006年5月号より2011年11・12月合併号（最終号）にかけて連載された。単行本はクイーンズコミックスから全2巻発売された。

## 登場人物
出典：
「声」はテレビアニメ版の声優を表す。

### ヒゲぴよ・ひろしとその家族
ヒゲぴよ
声 - 朴璐美
本作の主人公。夜店で売れ残っていた所をひろしに買われたひよこ。口のまわりにヒゲが生えているという理由でひろしに「ヒゲぴよ」と名付けられる。「ひ」を「ぴ」としか言えず、ひろしのことを「ぴろし」と呼んでいる。色々と謎が多く、常に無愛想でふてぶてしい表情を取りオヤジのように振る舞う。一人称は「オレ」で、焼きそば、石焼き芋、大吟醸酒が大好物。手先が丸い生き物が苦手。
羽田 ひろし（はねだ - ）
声 - 小林ゆう
2000年生まれの小学3年生の男の子。ヒゲぴよの飼い主。優しく元気な性格だが、少し気弱でヒゲぴよの強さに憧れている。学校では熊野に絡まれていることがある。
パパ
声 - 宮下栄治
ひろしの父。普段は仕事が多忙な為に、なかなか息子に構ってやれずにいる。ヒゲぴよが来てからひろしが元気になったと喜んでいる。
ママ
声 - 新井里美
ひろしの母。ヒゲぴよという新しい家族が出来て少し喜んでいる。昼間はヒゲぴよに家事を手伝ってもらっている。
ギャルぴよ
声 - 金田朋子
ピンク色の体をした、ヒゲぴよの妹。名前の通り、ギャルっぽい風貌と口調をしている。ヒゲぴよの事が大好き。
加藤（かとう）
声 - 杉田智和
ヒゲぴよを売っていた、夜店のひよこ売りの若い男性。顔は割と美形で、ハンサムが故に影からヒゲぴよを見守る際は何かと目立ってしまう。ヒゲぴよが幸福に暮らしているか気にかけており、たまに羽田家周辺に出没することもある。

### ひろしのクラスメイト・先生
熊野 カズオ（くまの - ）
声 - くまいもとこ
ひろしの同級生でガキ大将。常に子分の犬山と猿川を連れては、やたらとひろしに突っかかって来る。常にヒゲぴよに名前を間違えられることもあり対抗心を持つ。家は裕福である。
犬山（いぬやま）
声 - 宮川美保
熊野の子分である男の子。熊野をサポートし、彼同様ヒゲぴよに対抗心を持つ。口癖は、「…ッス」。
猿川（さるかわ）
声 - 橘U子
熊野の子分である男の子。犬山同様、熊野をサポートする。感情の起伏が少ない。上記の犬山の言葉を繰り返すのみで自分で喋ることは少ない。
ハルコ先生
声 - 斎藤千和
ひろしの担任の女性教師。普段は温厚で優しい性格だが、たまに不機嫌な時がある。ヒゲぴよの存在には、割と寛容。
エミちゃん
声 - 咲乃藍里
ひろしの同級生の女の子。ヒゲぴよに一目惚れして、可愛がっている。りおちゃん、ゆいちゃんと仲が良い。
りおちゃん
声 - 中村知子
エミちゃんの友人である女の子。敬語で話す。ヒゲぴよを不思議な生物だと思っている。
ゆいちゃん
声 - 宮川美保
エミちゃんの友人である女の子。明朗快活な性格。ヒゲぴよにツッコミを入れている。

### 国家科学秘密研究所
テレビアニメ版には登場しない。
ハカセ
ヒゲぴよとギャルぴよを開発・研究した博士。ヒゲぴよにはパンのフワフワのとこだけやタイヤキのあんこだけを与え何不自由なく生活させていたつもりでいた。飲み過ぎると記憶がなくなり、度々奇行に走る。
長谷川
ハカセの助手。何故かハカセからは「明智くん」と呼ばれ、その度に訂正する。から揚げが好物。
鈴木
新婚夫婦を装い羽田家の隣に引っ越してきた研究員。「あやしいヒヨコ（ヒゲぴよ）」を観察する為にやってきた。普通の民間人夫婦だと強調する為に、お隣から醤油を借りようとする。
佐藤
鈴木と新婚夫婦を装いやってきた研究員。狭い所が好き。

### ゲストキャラクター
作家先生
声 - 荻野晴朗
「ひよこ侍」の作者。初めてヒゲぴよに会ったときに思いついた人。たまに続きが書けなくなるが、ヒゲぴよの行動でアイディアがよく思い浮かぶ。ヒゲぴよの名前は最終話になるまで聞かなかったが、「名前を尋ねたいのだが。」と言う言葉にひろしが答えた。
ご隠居様
声 - 荻野晴朗
土曜日以外の4時50分に放送されている時代劇番組に登場する男性。モデルは「水戸黄門」の徳川光圀。この時代劇はヒゲぴよがよく視聴しており、本人曰く「焼き芋の次に大事」であるらしい。

## 書誌情報
単行本
| 巻数 | タイトル   | 発売日         | ISBN                   |
| ---- | ---------- | -------------- | ---------------------- |
| 1    | ヒゲぴよ   | 2007年1月12日  | ISBN 978-4-08-865381-5 |
| 2    | ヒゲぴよ 2 | 2009年11月19日 | ISBN 978-4-08-865567-3 |
ヒゲぴよずかん
2009年8月1日に集英社から発売された公式ガイドブック。ISBN 978-4-08-782244-1。

## テレビアニメ
当初、天才てれびくんMAX ビットワールド（2010年度からビットワールドに改名）（NHK教育テレビジョン（現・NHK Eテレ））のハイビジョン化されたのはアニメコーナーにて2009年4月3日から2010年2月19日まで放送された。本作をもって、天才てれびくんシリーズ及びビットワールド内のアニメコーナーは一旦休止となり、前身の天才ビットくんから引き続いたビットワールドのアニメコーナーは、2011年度にソッキーズ フロンティアクエストが放送されるまで一旦廃枠になる。またTBSのぴったんこカン・カンなどの番組にもヒゲぴよのサウンドトラックが多用されているものがある。

### スタッフ
- 原作 - 伊藤理佐
- 監督 - 武山篤
- チーフライター - 高橋ナツコ
- キャラクターデザイン - 小栗寛子
- 美術監督 - 中島美佳
- 色彩設計 - 伊藤敦子
- 音楽 - 増田俊郎
- 音響監督 - たなかかずや
- 音響効果 - 小豆大豆
- 編集 - 吉武将人
- プロデューサー - 押田敦、井上貴允、足立聡史、藤川雅章、金英愛、小笠原宗紀
- アニメーションプロデューサー - 清水たかやす
- アニメーション制作 - キネマシトラス
- 製作 - 「ヒゲぴよ」製作委員会（アニプレックス、NHKエンタープライズ、集英社、HEEWON ENTERTAINMENT、キネマシトラス）

### 各話リスト
サブタイトルは最後に「!?」が付くが、39ぴよのみ「!」になる。
出典：
| 話数    | サブタイトル               | 脚本                  | 絵コンテ              | 演出                  | 作画監督                       | 総作画監督            | 放送日        |
| ------- | -------------------------- | --------------------- | --------------------- | --------------------- | ------------------------------ | --------------------- | ------------- |
| 1ぴよ   | ヒヨコだよ!?               | 武山篤                | 武山篤                | 武山篤                | 小栗寛子                       | -                     | 2009年 4月3日 |
| 2ぴよ   | かわいいよね!?             | 武山篤                | 中村憲由              | 武山篤                | 小栗寛子                       | -                     | 4月10日       |
| 3ぴよ   | お花見ってなんだ!?         | 武山篤                | 数井浩子              | 数井浩子              | 小栗寛子                       | -                     | 4月17日       |
| 4ぴよ   | おかわりは戦いだよ!?       | 渡邊大輔              | 浜津守                | 浜津守                | 小栗寛子                       | -                     | 4月24日       |
| 5ぴよ   | いちごの気持ちだよ!?       | 岡田邦彦 武山篤       | 中村憲由              | 内田シンヤ            | 小栗寛子                       | -                     | 5月1日        |
| 6ぴよ   | 男の城だよ!?               | 渡邊大輔              | 金子伸吾              | 佐々木忍              | 小栗寛子                       | -                     | 5月8日        |
| 7ぴよ   | 玉ねぎだよ!?               | 渡邊大輔              | 金子伸吾              | 佐々木忍              | 小栗寛子                       | -                     | 5月15日       |
| 8ぴよ   | ペットじゃねぇんだよ!?     | 高橋ナツコ            | 武山篤                | 武山篤                | 小栗寛子                       | -                     | 5月22日       |
| 9ぴよ   | いい湯だよ!?               | 数井浩子              | 数井浩子              | 内田シンヤ            | 小栗寛子                       | -                     | 5月29日       |
| 10ぴよ  | ほじるんだよ!?             | 岡田邦彦              | 中村憲由              | 吉村章                | 小栗寛子                       | -                     | 6月5日        |
| 11ぴよ  | 侍だよ!?                   | 高橋ナツコ            | 小森かおり            | 小森かおり            | 小栗寛子                       | -                     | 6月12日       |
| 12ぴよ  | 肉まんだよ!?               | 渡邊大輔              | 増井壮一              | 佐々木忍              | 小栗寛子                       | -                     | 6月19日       |
| 13ぴよ  | 弱点なんかないよ!?         | 金杉弘子              | 金子伸吾              | 矢花馨                | 小栗寛子                       | -                     | 6月26日       |
| 14ぴよ  | 誕生日だよ!?               | 高橋ナツコ            | 数井浩子              | 内田シンヤ            | 小栗寛子 関暁子（原画作監）    | -                     | 7月10日       |
| 15ぴよ  | 誕生日のつづきだよ!?       | 高橋ナツコ            | 数井浩子              | 内田シンヤ            | 小栗寛子 関暁子（原画作監）    | -                     | 7月17日       |
| 16ぴよ  | プールで勝負だよ!?         | 数井浩子              | 数井浩子              | 佐々木忍              | 小栗寛子 関暁子（原画作監）    | -                     | 7月24日       |
| 17ぴよ  | 肝だめしだよ!?             | 渡邊大輔              | 小森かおり            | 小森かおり            | 小栗寛子 関暁子（原画作監）    | -                     | 7月31日       |
| 総集編1 | 1ぴよ - 5ぴよの内容        | 1ぴよ - 5ぴよの内容   | 1ぴよ - 5ぴよの内容   | 1ぴよ - 5ぴよの内容   | 1ぴよ - 5ぴよの内容            | 1ぴよ - 5ぴよの内容   | 8月7日        |
| 総集編2 | 6ぴよ - 10ぴよの内容       | 6ぴよ - 10ぴよの内容  | 6ぴよ - 10ぴよの内容  | 6ぴよ - 10ぴよの内容  | 6ぴよ - 10ぴよの内容           | 6ぴよ - 10ぴよの内容  | 8月21日       |
| 総集編3 | 11ぴよ - 15ぴよの内容      | 11ぴよ - 15ぴよの内容 | 11ぴよ - 15ぴよの内容 | 11ぴよ - 15ぴよの内容 | 11ぴよ - 15ぴよの内容          | 11ぴよ - 15ぴよの内容 | 8月28日       |
| 18ぴよ  | ヒゲぴよVSメカぴよだよ!?   | 岡田邦彦              | 重田智                | 重田智                | 小栗寛子 重田智（メカ作監）    | -                     | 9月4日        |
| 19ぴよ  | ヒゲぴよの謎だよ!?         | 金杉弘子              | 佐々木忍              | 佐々木忍              | 小栗寛子 関暁子（原画作監）    | -                     | 9月11日       |
| 20ぴよ  | お手柄だよ!?               | 高橋ナツコ            | 荒川眞嗣              | 北條史也              | 小栗寛子 関暁子（原画作監）    | -                     | 9月18日       |
| 21ぴよ  | ギャルぴよだよ!?           | 高橋ナツコ            | 小森かおり            | 小森かおり            | 小栗寛子 関暁子（原画作監）    | -                     | 9月25日       |
| 22ぴよ  | まだまだギャルぴよだよ!?   | 高橋ナツコ            | 小森かおり            | 小森かおり            | 小栗寛子 関暁子（原画作監）    | -                     | 9月25日       |
| 23ぴよ  | 運動会だよ!?               | 岡田邦彦              | 中村憲由              | 矢花馨                | 小栗寛子 関暁子（原画作監）    | -                     | 10月9日       |
| 24ぴよ  | 看病だよ!?                 | 金杉弘子              | 佐々木忍              | 佐々木忍              | 小栗寛子 関暁子（原画作監）    | -                     | 10月16日      |
| 25ぴよ  | もっといい湯だよ!?         | 数井浩子              | 数井浩子              | 北條史也              | 小栗寛子 関暁子（原画作監）    | -                     | 10月23日      |
| 26ぴよ  | 二人の秘密だよ!?           | 渡辺大輔              | 金子伸吾              | 関暁子                | 関暁子                         | 小栗寛子              | 10月30日      |
| 27ぴよ  | 出られないんだよ!?         | 金杉弘子              | 中村憲由              | 内田シンヤ            | 宮地聡子                       | 小栗寛子              | 11月6日       |
| 28ぴよ  | ヒヨコのケーキだよ!?       | 渡邊大輔              | 小森かおり            | 小森かおり            | 内山絵里子                     | 小栗寛子              | 11月13日      |
| 29ぴよ  | ねむれないんだよ!?         | 渡邊大輔              | 松下周平              | 松下周平              | 小栗寛子 関暁子（原画作監）    | -                     | 11月20日      |
| 30ぴよ  | 時代劇だよ!?               | 渡邊大輔              | 中村憲由              | 矢花馨                | 小栗寛子 関暁子（原画作監）    | -                     | 11月27日      |
| 31ぴよ  | クリスマスだよ!?           | 高橋ナツコ            | 橘正紀                | 肥塚正史              | 小栗寛子 関暁子（原画作監）    | -                     | 12月4日       |
| 総集編4 | 16ぴよ - 20ぴよの内容      | 16ぴよ - 20ぴよの内容 | 16ぴよ - 20ぴよの内容 | 16ぴよ - 20ぴよの内容 | 16ぴよ - 20ぴよの内容          | 16ぴよ - 20ぴよの内容 | 12月18日      |
| 総集編5 | 21ぴよ - 25ぴよの内容      | 21ぴよ - 25ぴよの内容 | 21ぴよ - 25ぴよの内容 | 21ぴよ - 25ぴよの内容 | 21ぴよ - 25ぴよの内容          | 21ぴよ - 25ぴよの内容 | 12月25日      |
| 32ぴよ  | 学芸会だよ!?               | 渡邊大輔              | 小森かおり            | 小森かおり            | 宮地聡子                       | 小栗寛子              | 2010年 1月8日 |
| 33ぴよ  | なりきり中だよ!?           | 数井浩子              | 数井浩子              | 関暁子                | 関暁子                         | 小栗寛子              | 1月15日       |
| 34ぴよ  | コロッケ屋さんだよ!?       | 渡邊大輔              | 中村憲由              | 北條史也              | 宮地聡子                       | 小栗寛子              | 1月22日       |
| 35ぴよ  | またまたねむれないんだよ!? | 渡邊大輔              | 松下周平              | 松下周平              | 小栗寛子 関暁子（原画作監）    | -                     | 1月22日       |
| 36ぴよ  | 手作りは心をこめてだよ!?   | 金杉弘子              | 佐々木忍              | 佐々木忍              | C・YOUNGHEE 関暁子（原画作監） | 小栗寛子              | 1月29日       |
| 37ぴよ  | メカぴよの逆襲だよ!?       | 渡辺大輔              | 北條史也              | 北條史也              | 宮地聡子 重田智（メカ作監）    | 小栗寛子              | 2月5日        |
| 38ぴよ  | 回転寿司だよ!?             | 高橋ナツコ            | 金子伸吾              | 小森かおり            | 小栗寛子                       | -                     | 2月12日       |
| 39ぴよ  | 命名だよ!                  | 高橋ナツコ            | 金子伸吾              | 小森かおり            | 小栗寛子                       | -                     | 2月19日       |
| 総集編6 | 26ぴよ - 30ぴよの内容      | 26ぴよ - 30ぴよの内容 | 26ぴよ - 30ぴよの内容 | 26ぴよ - 30ぴよの内容 | 26ぴよ - 30ぴよの内容          | 26ぴよ - 30ぴよの内容 | 3月5日        |
| 総集編7 | 31ぴよ - 35ぴよの内容      | 31ぴよ - 35ぴよの内容 | 31ぴよ - 35ぴよの内容 | 31ぴよ - 35ぴよの内容 | 31ぴよ - 35ぴよの内容          | 31ぴよ - 35ぴよの内容 | 3月12日       |
| 総集編8 | 36ぴよ - 39ぴよの内容      | 36ぴよ - 39ぴよの内容 | 36ぴよ - 39ぴよの内容 | 36ぴよ - 39ぴよの内容 | 36ぴよ - 39ぴよの内容          | 36ぴよ - 39ぴよの内容 | 3月19日       |

### DVD・CD
出典：
DVD
| 巻数 | サブタイトル           | 収録話          | 規格品番  | 発売日          |
| ---- | ---------------------- | --------------- | --------- | --------------- |
| 1    | ヒヨコだよ!?           | 1ぴよ - 7ぴよ   | ANSB-4271 | 2009年 11月25日 |
| 2    | ペットじゃねえんだよ!? | 8ぴよ - 13ぴよ  | ANSB-4272 | 12月23日        |
| 3    | ヒゲぴよの謎だよ!?     | 14ぴよ - 19ぴよ | ANSB-4273 | 2010年 1月27日  |
| 4    | ギャルぴよだよ!?       | 20ぴよ - 26ぴよ | ANSB-4274 | 2月24日         |
| 5    | 時代劇だよ!?           | 27ぴよ - 32ぴよ | ANSB-4275 | 3月24日         |
| 6    | 命名だよ!              | 33ぴよ - 39ぴよ | ANSB-4276 | 4月21日         |
CD
| タイトル                              | 規格品番  | 発売日         |
| ------------------------------------- | --------- | -------------- |
| ヒゲぴよ オリジナル・サウンドトラック | SVWC-7661 | 2009年11月25日 |